# Hogwarts.nu
Hogwarts.nu var ett populärt svenskt community med Harry Potter-tema som startades 23 november 2001 av ett antal privatpersoner och drevs senare av ett aktiebolag; Henrik Skotth Konsult AB. Den sköttes med hjälp av ett hundratal så kallade ordningsmän och prefekter, vilket motsvarade moderatorer respektive administratörer. Från början hette communityn Hogwarts, men då den var en inofficiell Harry Potter-community, så fick den inte använda namnet utan tvingades då byta namn till Hogwarts.nu. Vid en undersökning 2004 var hogwarts.nu med 700 000 användarkonton det tredje största sociala communityt i Sverige efter Lunarstorm och Playahead, men för beräknat antal inloggade blev det en åttonde plats.
Hogwarts.nu stängdes i december 2006, främst på grund av rättighetsskäl och ekonomin.